# 미스 리틀 선샤인
《미스 리틀 선샤인》(영어: Little Miss Sunshine)은 2006년 개봉한 미국의 희비극 로드 무비다. 딸의 미인 대회에 출전을 위해 미니버스를 타고 여행길에 오르는 가족들의 이야기를 담은 영화이다. 그레그 키니어, 스티브 카렐, 토니 콜렛, 폴 데이노, 에비게일 브레즐린, 앨런 아킨 등이 출연했으며 제작은 빅 비치 필름 사가, 제작비는 800만 달러가 들었다. 영화 촬영은 2005년 6월 6일부터 미국 애리조나주와 캘리포니아주 남부 일대에서 30여일간 진행되었다.
이 영화는 2006년 1월 20일 선댄스 영화제에서 초연되었고, 폭스 서치라이트 픽처스가 판권을 구입하였는데 그 계약 규모가 선댄스 영화제 작품으로는 역대급 기록으로 화제를 모았다. 이후 2006년 7월 26일 미국에서 제한상영을 시작하고, 8월 18일부터는 확대 상영에 들어갔다. 대한민국에서는 2006년 12월 21일, 15세 관람가로 개봉하였으며 전국 누적관객수 26,748명을 기록했다.
아카데미상 네 부문에서 후보에 올라 마이클 아른트가 각본상을, 앨런 아킨이 남우조연상을 수상하였다.

## 등장인물
- 올리브 후버(Olive Hoover)는 캘리포니아주의 레돈도비치에서 열리는 미인 대회에 참여하게 된 7살 소녀이다.
- 리처드 후버(Richard Hoover)는 올리브의 아버지이다. 자신의 9단계 성공이론을 열심히 설파하며 책으로 내고자 한다. 세상의 모든 인간을 성공자와 실패자로 구분한다.
- 드웨인(Dwayne)은 올리브의 이복 오빠이다. 셰릴과 전 남편 사이에서 태어났다.
- 에드윈 후버(Edwin Hoover)는 올리브의 할아버지로, 입버릇이 좋지 않은 편이다. 헤로인 중독자인 그는 올리브에게 춤을 가르쳐주기도 하였다.
- 셰릴 후버(Sheryl Hoover)는 리처드의 부인이자 올리브와 드웨인의 어머니이다.
- 프랭크 긴즈버그(Frank Ginsburg)는 셰릴의 오빠로 프루스트 전문가이다. 동성애자인 그는 자살을 기도하였다가 살아난 후 후버 가족과 함께 지내게 되었다.

## 줄거리
셰릴(Sheryl)는 과업에 시달리는 두 아이의 엄마로, 뉴멕시코에 있는 앨버커크에 거주하고 있다. 그녀의 오빠인 프랭크(Frank)는 프랑스 작가 프루스트(Proust)를 연구하는 학자이며, 동성애자이다. 그는 자살시도를 한 후에 임시로 가족들과 함께 살고 있다. 셰릴의 남편인 리차드(Richard)는 전형적인 A타입 성격의 소유자로 동기 부여 강의자, 인생 코치로서 커리어를 쌓기 위해 노력 중이다. 드웨인(Dwayne)은 셰릴이 이전 결혼에서 얻은 아들로, 니체 책을 읽는 10대 소년이다. 그는 파일럿의 꿈을 이루기 전까지 침묵을 하는 서약을 했다. 입이 걸은 리차드의 아버지 에드윈(Edwin)은 최근 헤로인을 피워 실버 타운에서 쫓겨나 가족들과 함께 살고 있다. 그는 7살짜리 손녀 올리브(Olive)와 가까운 사이이다.
올리브는 2일후에 캘리포니아 Redondo 해변에서 열리는 ‘Little Miss Sunshine’이라는 미인대회에 나갈 자격이 있다는 것을 알게 된다. 올리브(Olive)를 코치해왔던 부모님과 에드윈(Edwin)은 올리브를 지지하기로 했고, 프랭크와 드웨인을 홀로 남길 수 없어 모든 가족이 함께 가기로 한다. 그들은 부족한 재정상태로 인해 노란색 폭스바겐 T2 마이크로버스로 800마일 로드 트립을 떠난다.
가족간 갈등이 고속도로에서, 그리고 가는 길 중간 중간에 발생하고, 중간에 오래된 미니버스의 기계적 결함이 발생하기도 한다. 버스가 초기에 망가졌을 때, 가족들은 기어가 작동하기 전, 버스를 움직이기까지 약 20mph를 밀어야 한다는 것을 깨달았고, 움직이기 전까지 옆 문에서 달린 후 버스에 뛰어 올라 탔다. 로드 트립을 하며, 가족들은 수많은 고난은 겪는다. 리차드는 그가 사업적으로 성공할 수도 있었던 중요한 계약 기회를 잃는다. 프랭크는 그의 학문적 라이벌에게 떠나가 자살시도를 하게 만들었던 전 남자친구와 마주친다. 에드윈은 헤로인 과다 중독으로 죽게 되고, 가족들은 관리자가 주검을 떠나지 못하게 해 주검을 병원으로부터 밀수(?)하게 되는 상황에 마주한다. 경찰관은 망가져 계속 경적이 울리는 차를 멈추게 하고, 차 뒤쪽에 있는 에드윈의 주검을 거의 발견할 뻔한다. 드웨인은 그가 색맹이라는 것을 깨닫는 동시에 파일럿이 될 수 없다는 사실을 알게 되어, 침묵 서약을 깨게 된다. 시련을 거치는 내내, 세릴은 그녀를 포함한 가족들을 침착하고 온전하게 유지시키기 위해 애쓴다.
영화의 클라이막스는 미인대회에서 일어난다. 시간에 쫓겨 정신 없이 호텔에 도착한 가족들은 미인대회 주최자에게 시간에 늦에 참가할 수 없다는 말을 듣지만, 노력끝에 올리브를 참가시게 된다. 호텔에서 가족들은 올리브의 경쟁자들을 보게 된다. 그 아이들은 모두 마르고, 어른 흉내를 내며 립글로즈를 바르고 머리를 부풀리고 있었다. 미인대회에서 이들은 어른들이 입는 것 같은 수영복, 그리고 몸매가 드러나는 이브닝 드레스를 입고 위풍당당하게 댄스 곡에 맞춰 춤을 춘다. 그에 비해 올리브는 평범하고, 통통한 큰 안경을 쓴 미인대회에 준비되어 있지 않은 아마추어였다.
올리브의 장기자랑 차례가 다가오자, 리차드와 드웨인은 올리브가 창피해질 것이라는 것을 알고 감정이 상하지 않도록, 대기실에 공연에서 빠지라고 설득하려 한다. 하지만 엄마인 셰릴은 올리브가 올리브 대로 살 수 있도록 두길 주장했고 올리브는 무대에 올라간다. 올리브는 릭 제임(Rick Jame)의 노래 "Super Freak"에 에드윈이 짠 안무에 맞춰 춤췄다. 올리브의 충격적인 춤은 청중들과 대회 판정단을 놀라게 하고 격분하게 하지만, 정작 그녀는 그들의 반응에 무심한 체 즐겁게 공연한다. 미인대회 주최자들은 이에 격분하고 셰릴과 리차드에게 올리브를 무대 밖으로 끌어낼 것을 요구한다. 하지만 올리브를 끌어내리는 대신에, 후버(Hoover) 가족들은 한 명씩 한 명씩 무대에 올라 올리브와 함께 춤춘다.
가족들은 호텔의 보안실에서 캘리포니아 주의 미인대회에 다시는 참여하지 않는다는 약속을 보장으로 풀려난다. 정적이 여전히 울리는 미니 버스에 오르며, 그들은 행복하게 호텔의 통행료를 받는 곳의 장애물을 부숴버리며 앨버커크의 집으로 향한다.

## 배역
| 배우              | 역할            |
| ----------------- | --------------- |
| 애비게일 브레슬린 | 올리브 후버     |
| 그레그 키니어     | 리처드 후버     |
| 폴 데이노         | 드웨인          |
| 앨런 아킨         | 에드윈 후버     |
| 토니 콜렛         | 셰릴 후버       |
| 스티브 커렐       | 프랭크 긴즈버그 |